# Lynnville (Indiana)
|  | Dieser Artikel wurde aufgrund von inhaltlichen Mängeln auf der Qualitätssicherungsseite des Projektes USA eingetragen. Hilf mit, die Qualität dieses Artikels auf ein akzeptables Niveau zu bringen, und beteilige dich an der Diskussion! Eine nähere Beschreibung der zu behebenden Mängel fehlt. |

Lynnville ist eine Town im Warrick County im Bundesstaat Indiana der Vereinigten Staaten.
Beim United States Census 2000 lebten hier 781 Einwohner. Die Fläche des Ortes beträgt 5,0 Quadratkilometer, 11,86 Prozent davon entfallen auf Wasserflächen.